# Стойчо Илчев
Стойчо Илчев е български революционер, деец на Вътрешната македоно-одринска революционна организация.

## Биография
Стойчо Илчев е роден на 19 януари 1882 година в Панагюрище. Учи в софийската гимназия. Влиза във ВМОРО и става четник на Никола Дечев във вътрешността на Македония. Четата е постоянно преследвана от турски аскер между 1 и 6 април 1903 година, когато в едно от сраженията Роман Мишайков и Стойчо Илчев падат убити на 6 април 1903 година. На 27 април в църквата „Свети Крал“ за тях е отслужена панихида.